# Синклер Луис
Синклер Луис (1885 – 1951) е американски писател, носител на първата присъдена на американски писател Нобелова награда за литература (1930). Известен със сатиричните си, социално-критични романи. Написал е общо 22 романа и три пиеси. Макар да критикува американския начин на живот, погледът му върху „американската човешка комедия“ като цяло е оптимистичен.

## Биография
Синклер Луис е роден в малко прерийно селище в сърцето на Минесота на 7 февруари 1885 г. Той е третият син в семейство на лекар и дъщеря на лекар. Луис е едва шестгодишен, когато майка му умира от туберкулоза. На следващата година баща му се жени повторно. Луис отрано чете и често разглежда медицинските томове на баща си. По-късно писателят характеризира родното си място като „ограничено и провинциално“, от което е бягал в света на книгите. Той страни и от връстниците си, които му се присмиват заради червената му коса и силно изразеното акне. На 13-годишна възраст бяга от къщи, но е върнат.
През 1902 г. постъпва в университета „Обърлин Академи“, оттам се прехвърля в Йейл. След една година, разочарован и от Йейл, заминава за Панама да търси работа на строящия се канал. Известно време работи като портиер в социалистическата комуна на Ъптон Синклер (1906 – 07). Запознава се с Джек Лондон и по-късно му продава идеи за къси разкази. Дипломира се с магистърска степен през 1908 г. и работи предимно като журналист. За кратко става член на социалистическата партия. Първата му публикувана книга е „Хайк и самолета“ (Hike And The Aeroplane). Тя излиза през 1912 г. под псевдоним Том Грейъм. Следващата – „Нашият г-н Рен“ (Our Mr Wrenn) (1914) разказва за млад и наивен човек, който мечтае за приключения, пътува из чужди страни и накрая се връща към обичайния си, спокоен живот. Подобни герои населяват и другите романи на Луис. След публикуването на първите си два романа, Луис се посвещава изцяло на писането. През 1914 г. се жени за Грейс Ливингстън Хегър, редакторка на „Вог“. Синът им Уелс е кръстен на прочутия английски писател Хърбърт Уелс.
„Главна улица“ (известна още като „Главната улица“) излиза късно през есента на 1920 г. и до Коледа става бестселер. „Нов глас зазвуча в Америка“, пишат критиците. Журито, което определя носителите на наградата „Пулицър“, гласува за него, но управителният съвет на Колумбийския университет отхвърля решението и дава наградата на Едит Уортън за романа ѝ „Невинни години“. Обаче славата вече е дошла при Синклер Луис. Романът е признат за майсторска картина на идеализма и реалността в ограничената среда на малкия град. Тази Главна улица е продължение на много други главни улици. Тя представлява поредица от евтини магазинчета, грозни обществени сгради. Градът е като много други малки градове в средна и западна Америка, населяван от хора, които взаимно се задължават да спазват остарели, потискащи ги правила. Главната героиня, Керъл Кеникът, е еманципирана жена в конфликт с конформизма в Гофър Преъри (гофър е голям гризач, срещащ се в западните щати на САЩ). Преди да се омъжи за д-р Уил Кеникът от Гофър Преъри, Керъл е следвала библиотекарство в Чикаго. Градът, в който пристига, няма нищо общо с романтичните ѝ представи за отворено и демократично американско общество. Керъл става член на Библиотечния съвет, насърчава гражданите да четат и се научава да играе бридж, но скоро разбира, че теми като работническите профсъюзи и справедливото разделяне на печалбата са нежелателни в разговор с местните хора. Керъл се запознава с млад шведски моряк, но той напуска града, преди да успеят да стигнат по-далече от разговори и разходки. Тя напуска съпруга си и заминава за Вашингтон. В крайна сметка се завръща отново в Гофър Преъри, без обаче да се чувства победена. „Не смятам, че Главната улица е толкова красива, колкото трябва да бъде! И не смятам, че миенето на съдове е напълно достатъчно за жените!“
Следващият роман на Луис, „Бабит“ (1922), е безмилостно сатиричен портрет на провинциален бизнесмен. Този път градът се нарича Зенит, но е версия на Гофър Преъри, макар и доста по-голям. Джорж Бабит, 46-годишен, копнее за свобода, но в неговия свят изкуството и културата са подчинени на бизнеса. Краткият му бунт започва, когато Бабит се запознава с млада, очарователна клиентка, а жена му тъкмо е заминала извън града за няколко месеца. Младата чаровница го въвежда в бохемски кръгове и той започва да води двойствен живот – сериозен бизнесмен през деня и човек на живота през нощта. В крайна сметка Бабит е уморен от шумните компании и безсънните нощи и се връща в обичайното си русло, доволен, че се е отървал без последици за репутацията си. „Бабит“ става нарицателно име за самодоволен, ограничен човек.
В „Ароусмит“ (1925) се описва живота на лекар, Мартин Ароусмит, който е пристиснат между идеализма и комерсиализма си. Книгата е предложена за наградата „Пулицър“, която Луис скромно отказва, обяснявайки, че тази награда се дава за книги, които прославят американските ценности, а неговото творчество е с критична насоченост. Същевременно пише в писмо до издателя си: „Някаква идея да намерим връзки за Нобелова награда?“ „Елмър Гантри“ (1927) е атака срещу лицемерието на духовенството, написана в гневен, искрящ стил. Елмър е бивш футболист, изключен от семинарията за пиянство, но се проявява като енергичен баптистки пастор и става първият свещеник, който прави собствено радио шоу. В „Дотсуъртови“ (1929) семейна двойка пред развод, Сам и Френ, заминават за Европа. Там се разделят, Сам се жени за американка вдовица, а Френ иска да се омъжи за благородник от Виена, но майка ѝ се намесва и забранява на дъщеря си да се свързва с човек, който има „фон“ в името си.
През 1925 г. Луис се развежда с първата си съпруга и три години по-късно се жени за Дороти Томпсън, кореспондентка във вестник, с която пътува до Лондон, Берлин. Виена и Москва. По това време вече прекалява с пиенето и се скарва с повечето си приятели, но запазва неизменен навика си на писане – само за месец написва нова книга, а след това прави, каквото си поиска до следващия творчески порив. Когато научава, че на Синклер Луис е присъдена Нобеловата награда за литература през 1930 г., другият кандидат – Теодор Драйзер – е горчиво разочарован.
Последното значително произведение на Луис „Това не може да ни се случи“й (1935), описва въображаем фашистки преврат в Америка. През 1942 г. Синклер Луис се развежда с втората си съпруга, тъй като е срещнал много по-млада жена. През 1944 единственият му син е убит във Втората световна война на територията на Франция. Луис продължава да публикува книги през следващите 20 години с равномерно темпо, обаче никоя от тях не предизвиква широк отзвук. Прекарва последните си години в Европа, страдайки от все по-влошаващо се здраве вследствие алкохолизма и от сериозна кожна болест, която го довежда до пристъпи на ярост.
Умира самотен в Рим на 10 януари 1951 г. Последният му роман – „Толкова широк свят“ (World So Wide) – е публикуван посмъртно.